# Leopoldo Augusto de Cueto
Leopoldo Augusto de Cueto López de Ortega, markis de Valmar, född den 16 juli 1815 i Cartagena, död den 21 januari 1901 i Madrid, var en spansk skriftställare och diplomat. 
Efter att ha förvärvat juris doktorsgrad ingick Cueto på den diplomatiska banan. Han var 1847 spansk minister i Köpenhamn och beklädde sedan diplomatiska poster i Europa och Amerika. År 1857 invaldes han i Spanska akademien. Den säkraste källa för 1700-talets spanska skalder är Cuetos arbeten, bland vilka de yppersta är: Étude sur le cancionero de Baëna ("Revue des deux mondes", 1853), Estudio historico, critico y filologo sobra las cantigas del rey don Alfonso el Sabio, Estudio acerca de las obras poéticas de don Ángel de Saavedra (1866), Sentido moral del teatro (1868), Bosquejo historico-critico de la poesia castellana del siglo XVIII (1869), Fraternidad de los idiomas y de las letras de Portugal y de Castilla (1873), Los hijos vengadores en la literatura dramática, en kritisk undersökning av Orestes, El Cid, Hamlet med mera (1881), La legenda de Virginia en el teatro, El realismo y el idealismo en las artes och Ideas estéticas sobre la escultura (1882). Cueto publicerade även ett par dramatiska arbeten: Doña Maria Coronel (1844) och Cleopatra.